# Shinkansen Seria E3

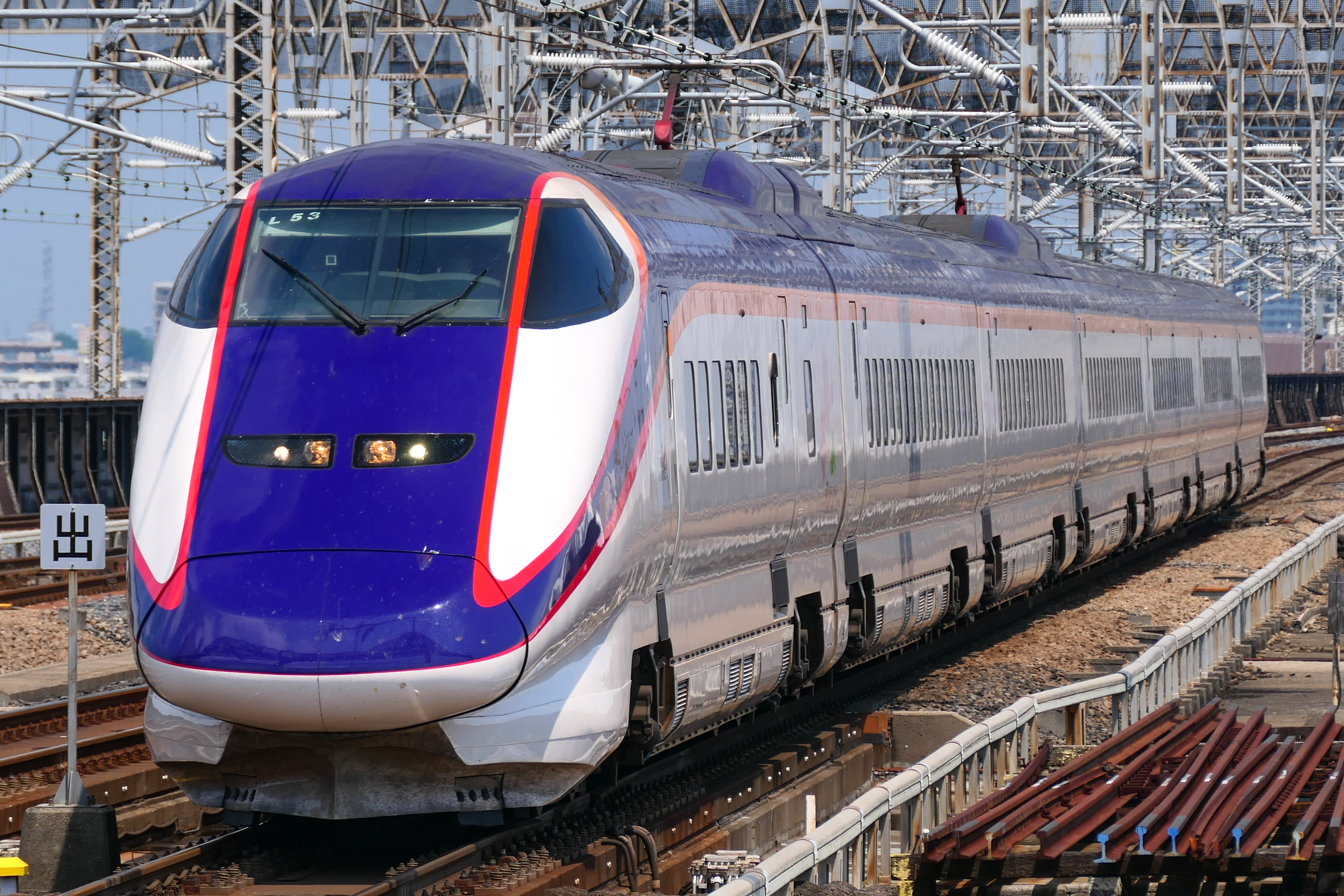
Shinkansen Seria E3

Shinkansen Seria E3 sunt garnituri de tren care rulează pe rețeaua de mare viteză japoneză Shinkansen. Trenul atinge viteze de 275 km/h.